# 37 г. пр.н.е.
37 (тридесет и седма) година преди новата ера (пр.н.е.) е обикновена година, започваща в понеделник, вторник или сряда, или високосна година, започваща в понеделник или вторник по юлианския календар.

## Събития

### В Римската република
- Консули на Римската република са Марк Випсаний Агрипа и Луций Каниний Гал. Суфектконсул става Тит Статилий Тавър.
- Пролет:
  - Марк Антоний пристига по море в Брундизий с 300 кораба, но след като местното население не допуска флота му да навлезе в пристанището се отправя за Тарент.[1]
- Лято или ранна есен:
  - Договор от Тарент: в отсъствието на триумвира Марк Емилий Лепид, Гай Юлий Цезар Октавиан и Марк Антоний подновяват триумвирата за нови пет години със задна дата от 1 януари. Антоний приема да предостави 130 кораба, от тези с които е дошъл, на своя колега триумвир като помощ в борбата му срещу Секст Помпей, срещу което Октавиан му предоставя 1000 войника от преторианската си гвардия и обещава да му даде 20 000 легионери за бъдещата му война с Партия.[2][3] От Секст Помпей са отнети жреческия му сан и полагащото му се за следващата година консулство.[2]
- Антоний реорганизира клиентските на Рим монархии в Мала Азия като поставя за царе Архелай в Кападокия, Аминта в Галатия и Полемон в Понт.[4]
- Агрипа построява ново пристанище (Portus Iulius) в Поцуоли и нов флот, за който обучава 20 000 гребци.[5]
- Агрипа и Помпония Цецилия Атика сключват брак.[5]

#### В Юдея
- Юли – Гай Созий превзема Йерусалим след няколкомесечна обсада; Ирод Велики официални започва царуването си, а Антигон II е пленен.[6]

### В Азия
- На трона на Партия се възкачва Фраат IV след като той убива баща си Ород II.

## Починали
- Антигон II, последен хасмонейски цар на Юдея (екзекутиран по заповед на Антоний под натиска на Ирод)
- Ород II, цар на Партия